# Jadon Sancho
Jadon Malik Sancho (n. 25 martie 2000, Greater London, Anglia, Regatul Unit) este un fotbalist britanic, care joacă pe post de extremă la Chelsea în Premier League. Pe plan internațional, are prezențe la națională pentru Anglia U16⁠(d), Anglia U17⁠(d), Anglia U19⁠(d) și Anglia.

## Palmares
Borussia Dortmund
- DFB-Pokal: 2020–21[4]
- DFL-Supercup: 2019[5]
- Finalist UEFA Champions League: 2023–24[6]

Manchester United
- EFL Cup: 2022–23[7]

Chelsea
- UEFA Conference League: 2024–25[8]

Anglia U17
- Campionatul Mondial de Fotbal U-17 (2017)[9]
- Campionatul European de Fotbal U-17 vice-campion (2017)[10]

Anglia
- Locul doi la Campionatul European de Fotbal: 2020[11]

Individual
- Jucătorul de aur la Campionatul European de Fotbal U-17 (2017)
- Echipa turneului la Campionatul European de Fotbal U-17 (2017)[12]
- Jucătorul lunii din Bundesliga (octombrie 2018)
- Goal.com NxGn (2019)[13]